# 129801 Tommcmahon
129801 Tommcmahon è un asteroide della fascia principale. Scoperto nel 1999, presenta un'orbita caratterizzata da un semiasse maggiore pari a 2,3406148 au e da un'eccentricità di 0,2005372, inclinata di 3,17975° rispetto all'eclittica.
L'asteroide è dedicato allo scienziato statunitense Tom McMahon.